# Cova Lechuguilla

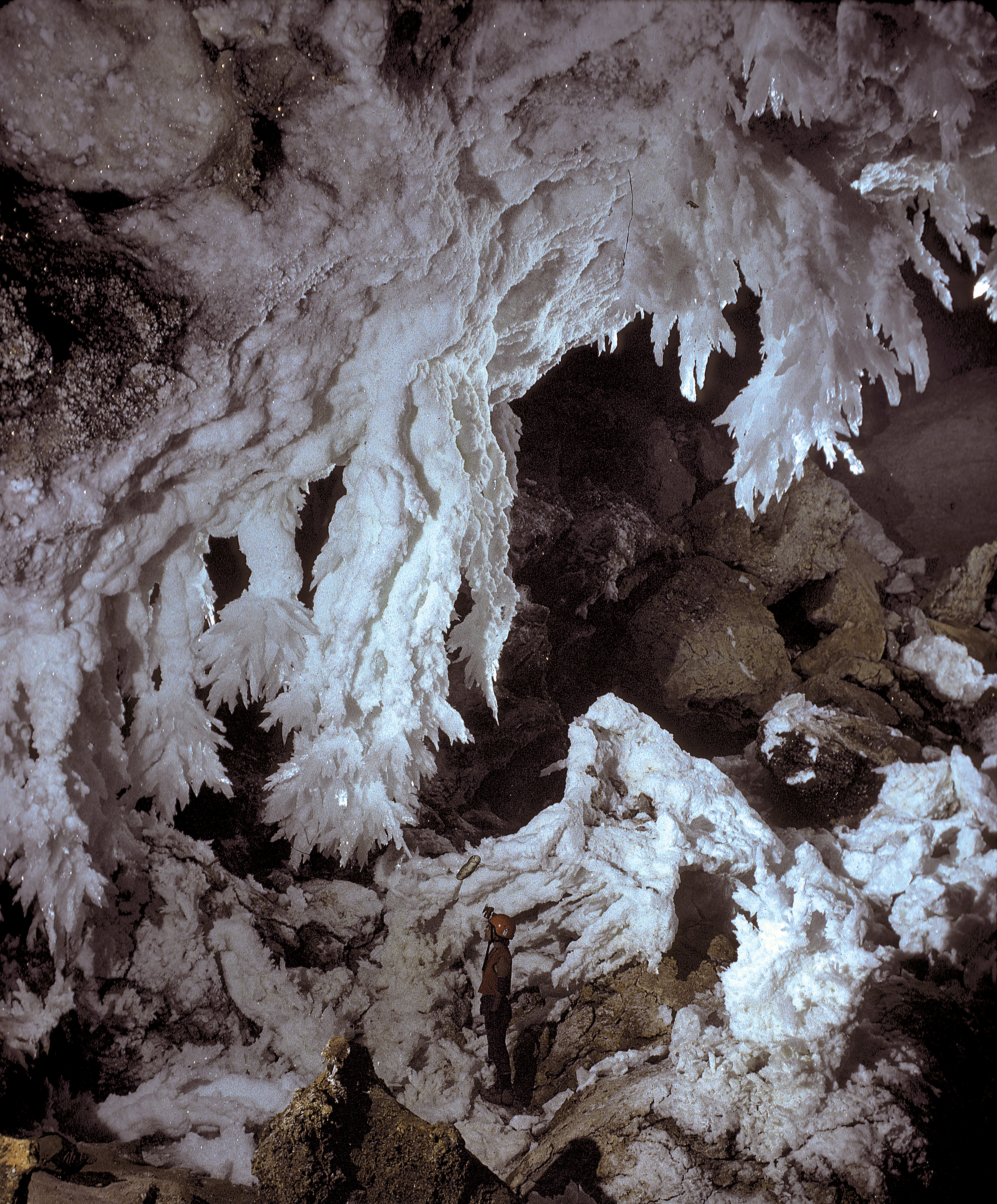
El Chandelier Ballroom a la Cova Lechuguilla

La Cova Lechuguilla (en anglès: Lechuguilla Cave) és, a data de febrer de 2012, amb 210 km la setena cova explorada més llarga del món i la més profunda dels Estats Units continentals amb 489 metres, però és més coneguda per la seva inusual geologia, les rares formacions espeleotermes i la seva condíció pristina.
Aquesta cova rep el nom de la planta Agave lechuguilla i, es troba al Carlsbad Caverns National Park, Nou Mèxic. L'accés a la cova està limitat a científics i altres persones autoritzades.
En aquesta cova, que és molt aïllada, s'han trobat bacteris resistents als antibiòtics cosa que pot indicar que existeixen antibiòtics naturals encara no coneguts i que podrien servir per a ús mèdic.

## Història
La cova Lechuguilla fins al 1986 era considerada una petita zona dins del parc natural sense un interés especial. Abans de l'any 1914, se n'havien extret petites quantitats de guano de ratpenat. L'entrada conté un pou natural de 30 m de fondària (Misery Hole) que condueix a un passadís sense sortida de 120 m de llarg.
A partir de la dècada de 1950 es va descobrir que la cova era molt més gran del que semblava i fent una excavació, el 1984, es varen descobrir uns passadissos molt més llargs.

## Geologia
A la cova Lechuguilla hi ha grans quantitats de dipòsits de guix i sofre entre les seves formacions rares hi ha les de 6 metres de llargada que fa el guix. Aquestes formacions, de la mateixa manera que les cavernes de Carlsbad, aparentment s'han fet des del fons cap amunt en contrats amb el procés normal de dalt cap avall de la dissolució d'àcid carbònic.
Es creu que hi viuen uns rars bacteris quimiolitoautròtofs. Aquests bacteris s'alimenten de minerals ambsofre, ferro, i manganès i poden ajudar a ´fer més gran la cova i detreminar la forma d'algunes inusuals espeleootermes.